# Kapliczki przydrożne na Ogrodach i w Strzeszynku w Poznaniu
Kapliczki przydrożne na Ogrodach i w Strzeszynku – zabytkowe kapliczki zlokalizowane na Ogrodach i w Strzeszynku w Poznaniu.

## Ogrody
Do 1990 obszar Ogrodów należał do dzielnicy Jeżyce. Natomiast wieś Jeżyce została włączona w obręb miasta Poznania w 1900 roku.

## Kapliczka św. Jana Nepomucena
Usytuowana przy ul. Bukowskiej 125 w Poznaniu. Administracyjnie na terenie jednostki pomocniczej miasta Poznania „Osiedle Ogrody”. Murowana, składa się z trzech części, z których środkowa i górna jest otynkowana. Nakryta czterospadowym daszkiem, zwieńczonym metalowym krucyfiksem. W górnej części, w głębokiej i półkoliście zamkniętej wnęce ustawiono drewnianą, polichromowaną rzeźbę czeskiego świętego i męczennika św. Jana Nepomucena pochodząca prawdopodobnie z II połowy XIX lub z początku XX w. W nieco szerszej środkowej części w płytkiej prostokątnej  wnęce za szybą, znajduje się malowany na blasze wizerunek Matki Boskiej z Dzieciątkiem Jezus na ręku. Fundatorem była zapewne jedna z rodzin bamberskich osiadłych na Jeżycach, prawdopodobnie rodzina Muthów. Okoliczność postawienia obiektu nie jest znana. Do ok. 1935 stała na gruncie rodziny Tundraków, a potem Gołów. Kapliczka znajduje się na obszarze parafii pw. Chrystusa Dobrego Pasterza.

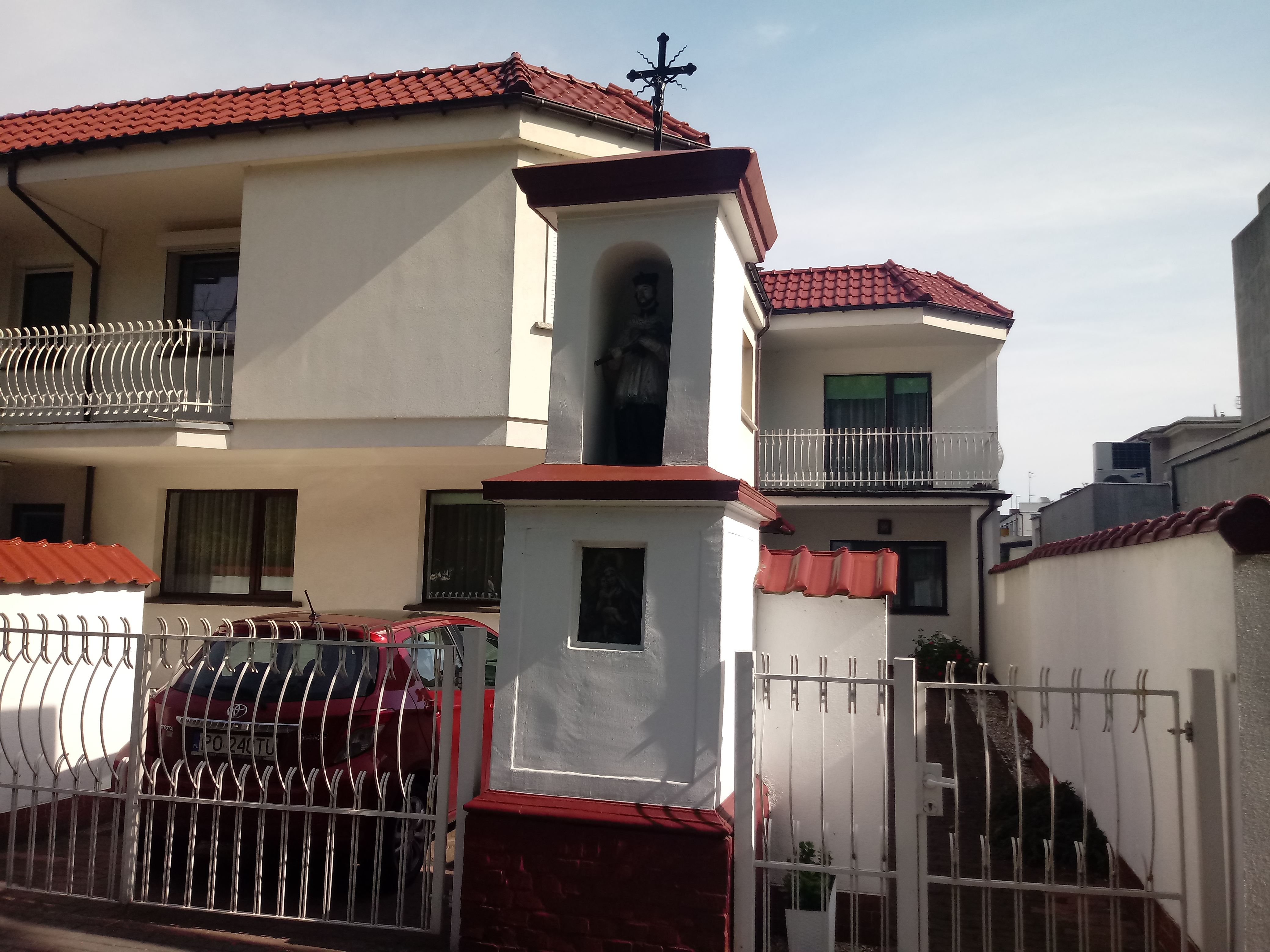

Na mapach: 52°24′43,38″N 16°52′19,80″E/52,412050 16,872167

## Strzeszynek
Jako duża wieś pojawił się Strzeszynek w dokumentach z 1388 roku. Dawna podpoznańska wieś włączona w 1940 do Poznania.

## Kapliczka Niepokalanego Serca Matki Bożej
Usytuowana przy ul. Koszalińskiej w Poznaniu, nieopodal budynków ośrodka rekreacyjnego w Strzeszynku. Administracyjnie na terenie jednostki pomocniczej miasta Poznania „Osiedle Strzeszyn”. Kapliczka pochodzi z początku XX w. Nie znany jest fundator, ani okoliczność powstania obiektu. Pierwotnie w kapliczce stała figura św. Mikołaja, obrońcy przed wilkami. Zbudowana z cegły, nakryta dwuspadowym ceglanym daszkiem. Daszek wieńczył krucyfiks, obecnie niezachowany. W górnej części ściany frontowej znajduje się głęboka wnęka, osłonięta metalowymi prętami. Stoi w niej ceramiczna figurka Niepokalanego Serca Matki Bożej. W dolnej części, na każdej ze ścian kapliczki, umiejscowiony jest krzyż. Kapliczka znajduje się na obszarze parafii pw. Matki Bożej Pocieszenia.

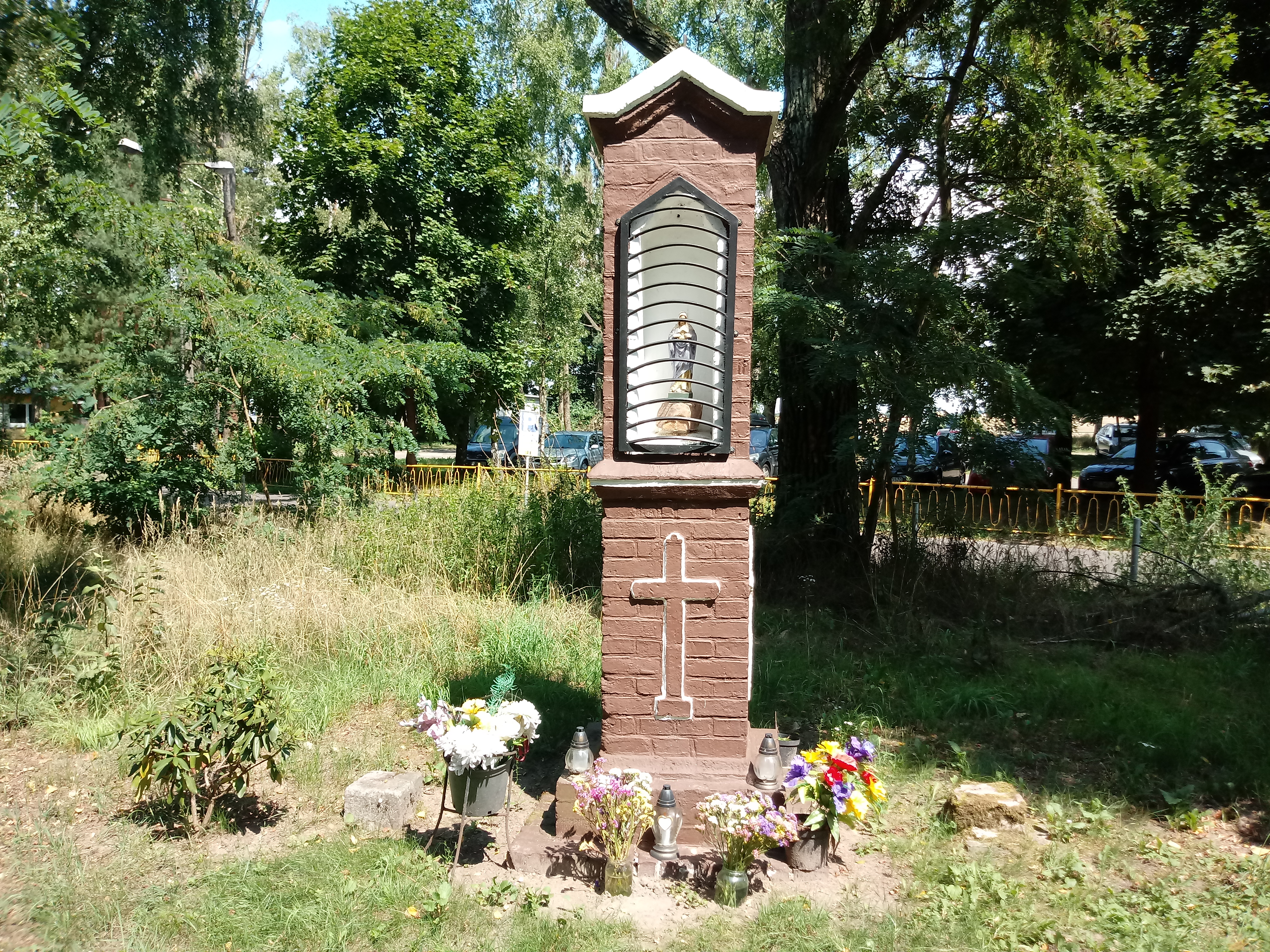

Na mapach: 52°27′50,99″N 16°49′42,11″E/52,464164 16,828364